# ورزشگاه شهری ایپوروا
ورزشگاه شهری ایپوروا (انگلیسی: Ipurua Municipal Stadium) یک ورزشگاه فوتبال در ایبار، اسپانیا است.
این ورزشگاه که در سال ۱۹۴۷ تأسیس شده دارای ۷٬۰۸۳ نفر ظرفیت می‌باشد و ورزشگاه خانگی باشگاه فوتبال ایبار محسوب می‌شود.

## نگارخانه

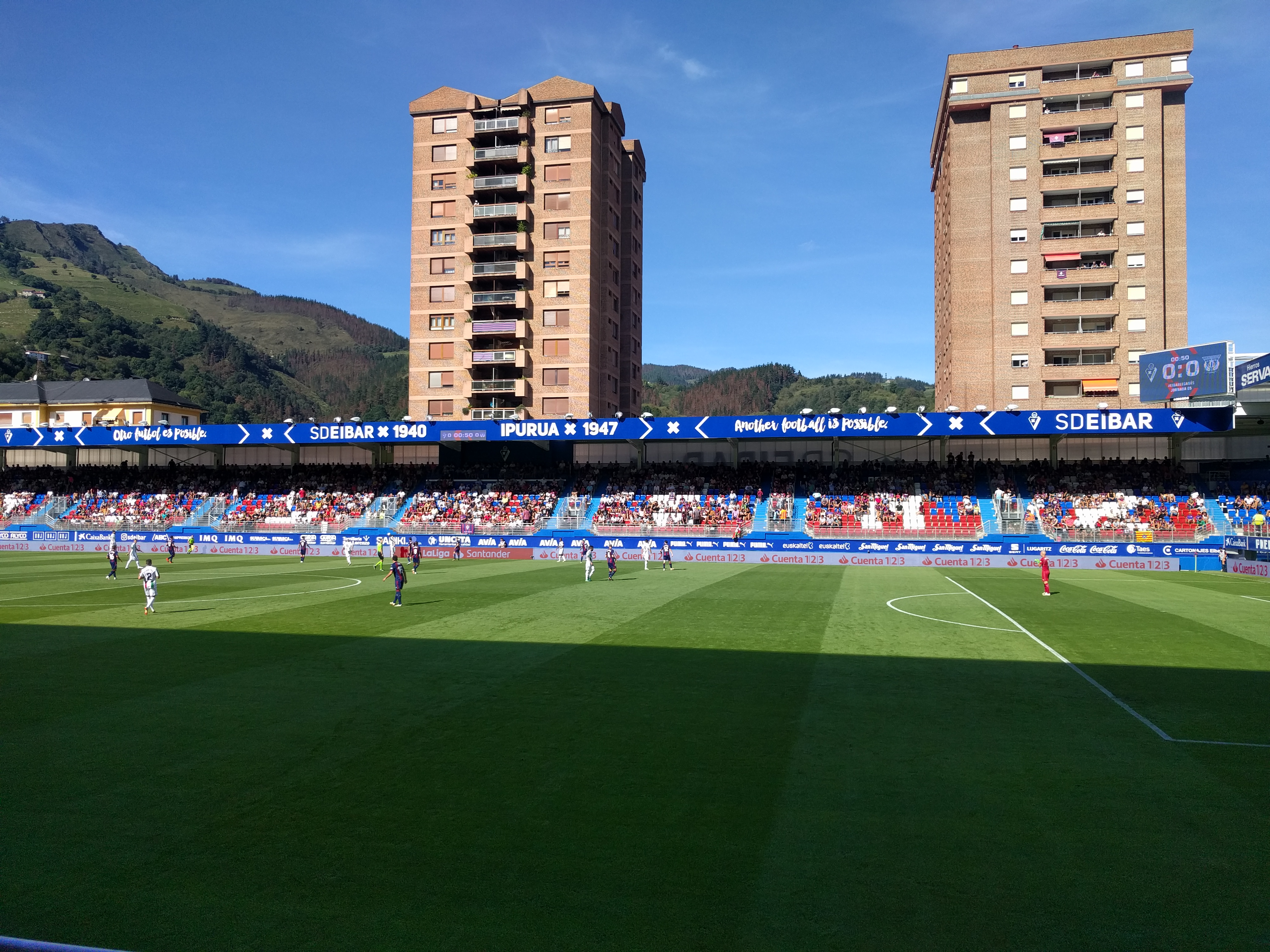
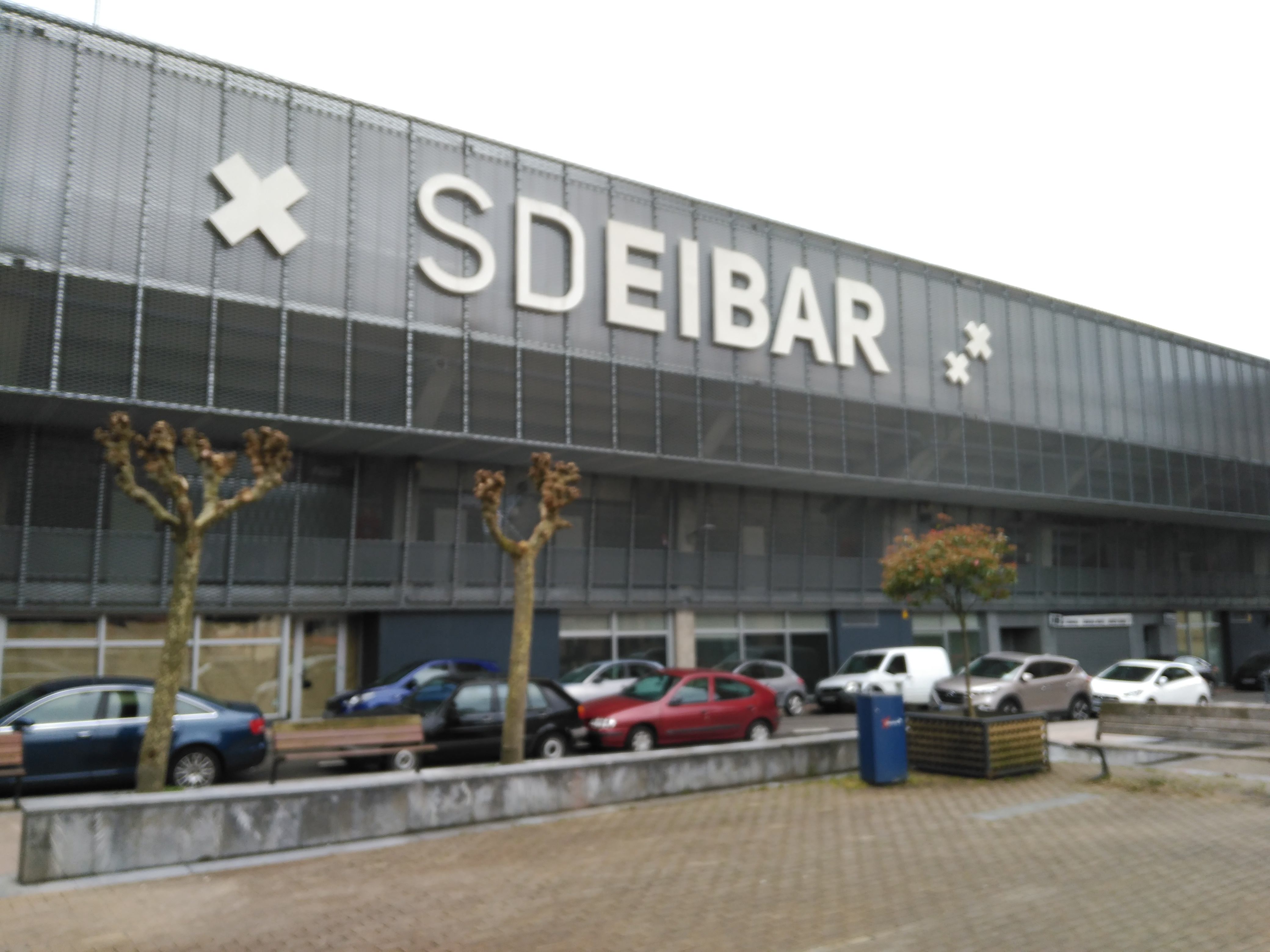
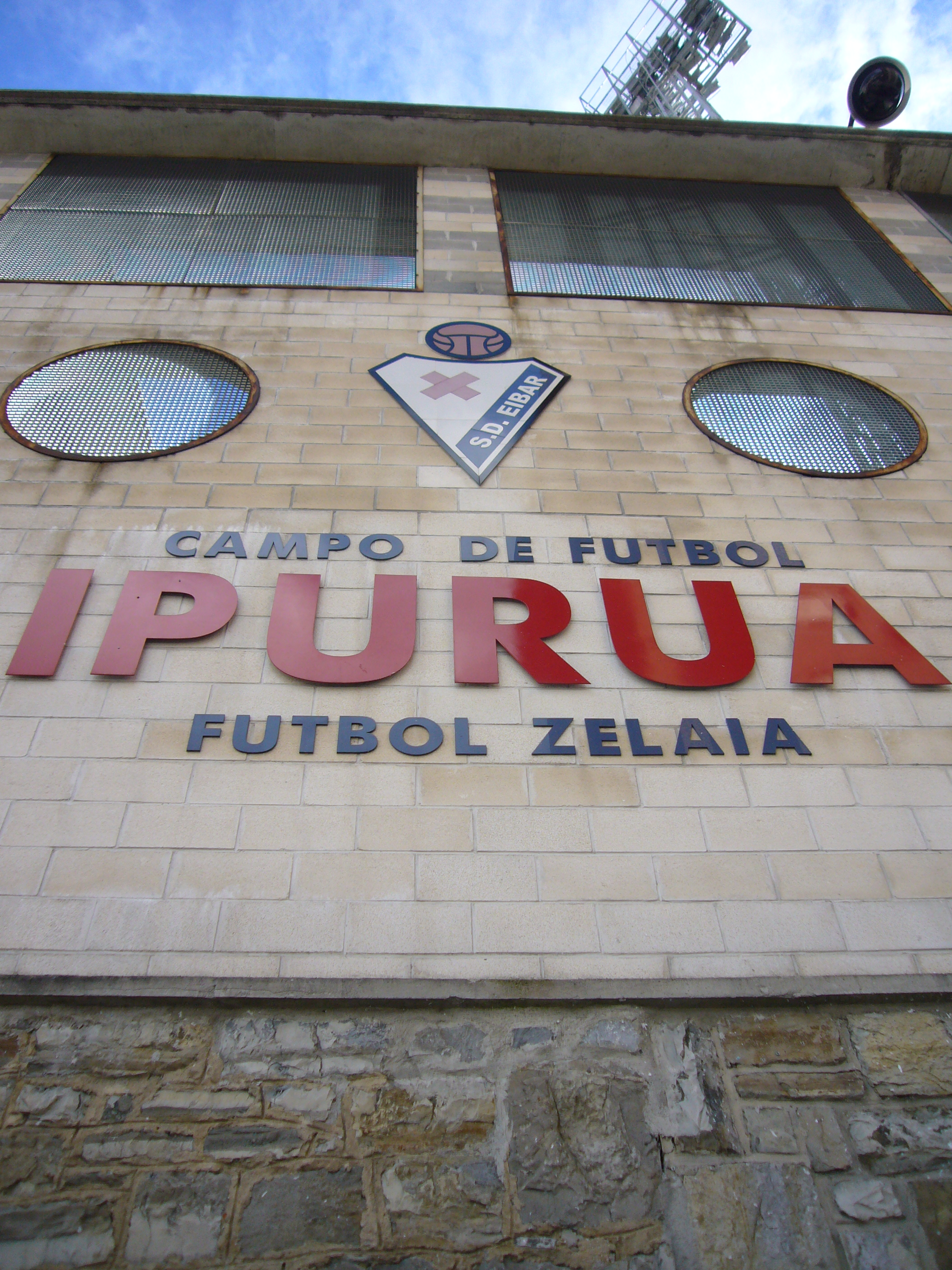